# سوسومو أكاجي
سوسومو أكاجي (باليابانية: 赤城 進) هو ممثل صوت ياباني، متخصص في أدوار الأنمي الثانوية.

## الأدوار

### الأنمي
- إيكي توسين (2003) – (موتوكو سوسو)
- توكو (2006)، – (تاكيرو إينوكاي)
- تابل وذئب (2009) – (جي باتوس)
- كنغدوم (2012) – (إن)
- أكاتسكي نو يونا (2014) – (الإمبراطور إيل)
- غيت (2015) – (شيشرون لا مالتوز)
- طاردي أرواح النجمين التوأم (2016) – (أوتومي)
- ون بيس (2020) – (بابانوكي)